# Faray
Faray (in norreno Færey) è una piccola isola delle Orcadi, in Scozia, posta fra Eday e Westray. In passato abitata, ospita oggi una florida colonia di foche grigie.

## Geografia e geologia
Faray e la vicina Holm of Faray si sono formate su un'antica cresta di arenaria rossa che si estende verso sud da Weather Ness all'estremità meridionale di Westray, toccando quasi Eday. I due isolotti sono separati dal Lavey Sound.

## Storia
Faray era anticamente conosciuta come Pharay (o North Pharay per distinguerla da South Pharay, oggi Fara). Entrambi i toponimi derivano dal norreno faerey, "isola delle pecore".
L'unico reperto antico degno di nota è un tumulo affacciato al Lavey Sound. La scarsa popolazione locale basava la propria economia sull'allevamento e sulla pesca di aragoste. Nel 1861, si contavano 81 residenti, scesi a 58 nel 1891. Alla fine degli anni trenta vi erano ancora otto famiglie. L'ultimo isolano partì nel 1947 e da allora la presenza umana si riscontra solo nel periodo estivo. Si segnala la presenza di una strada che, procedendo lungo l'asse dell'isola, collega tra loro alcune case abbandonate.
Nel dicembre del 1908 l'Hope, un peschereccio proveniente da Peterhead, si arenò sulle coste di Holm of Farey in seguito ad una tempesta. L'equipaggio fu coraggiosamente soccorso da cinque isolani i quali, ricevuti a Mainland da re Edoardo VII, furono premiati con una medaglia e con una "buona pipa e un po' di tabacco" a testa.

## Conservazione
L'isola è oggi popolata da pecore, uccelli marini e foche e per questo, assieme alla vicina Holm of Faray, è stata dichiarata Special Area of Conservation . L'isola infatti ospita la seconda più grande colonia di foche grigie del Regno Unito, dalla quale proviene il 9% dei cuccioli nati ogni anno nel Paese.